# エリック・ジュニオール・ディナ・エビンベ
エリック・ジュニオール・ディナ＝エビンベ（Eric Junior Dina=Ebimbe、2000年11月21日 - ）は、フランス・スタン出身のサッカー選手。ブンデスリーガ・アイントラハト・フランクフルト所属。ポジションはFW。

## クラブ経歴

### パリ・サンジェルマン
パリ・サンジェルマンFCのアカデミーで育成され、2018年7月2日にクラブと自身初のプロ契約を結んだ。2018-19シーズンはリザーブチームでプレー。

#### ル・アーヴルへのレンタル
2019年7月5日、リーグ・ドゥに所属するル・アーヴルACへのレンタル移籍が発表された。同年7月26日、ACアジャクシオ戦にて、パリでは達成できなかったプロデビューを果たした。2019年8月30日、SMカーンとのリーグ戦でプロ初ゴールを記録した。

#### ディジョンへのレンタル
2020年7月6日、買い取りオプション付きの契約でディジョンFCOに1シーズンのレンタル移籍をした。8月22日、リーグ戦のアンジェSCO戦で移籍後初出場。

#### フランクフルトへのレンタル
2022年8月21日、アイントラハト・フランクフルトへのレンタル移籍が発表された。

## 人物
フランス国籍に加えてカメルーン国籍も保持する。

## タイトル

### クラブ
パリ・サンジェルマン
- リーグ・アン：2021-22